# ۸۳۹ (قمری)
۸۳۹ (قمری)، هشتصد و سی و نهمین سال در گاهشماری هجری قمری است. اول محرم این سال برابر با پنجم اوت سال ۱۴۳۵ میلادی است.

## درگذشتگان
- کاتبی ترشیزی